# Агостіно Страуліно
Агостіно Страуліно (італ. Agostino Straulino, 10 жовтня 1914 — 14 грудня 2004) — італійський яхтсмен.
Олімпійський чемпіон 1952 року в класі Зоряний, срібний призер 1956 року в класі Зоряний, учасник 1948 року.
Чемпіон світу в класі Зоряний 1952, 1953, 1956 років, срібний призер 1939, 1948 років, бронзовий призер 1954 року
Чемпіон світу в класі 5,5 метра 1965 року.